# عبد العزيز محمد (لاعب كرة قدم مواليد 1965)
عبد العزيز محمد علي خضور (مواليد 12 ديسمبر 1965) هو لاعب كرة قدم. يلعب مع منتخب الإمارات العربية المتحدة لكرة القدم. سبق له أن لعب في كأس العالم لكرة القدم مع منتخب بلاده.

## روابط خارجية
- عبد العزيز محمد على موقع الاتحاد الدولي (مؤرشف)  (الإنجليزية)
- عبد العزيز محمد على موقع قاعدة بيانات كرة القدم.إي يو (الإنجليزية)
- عبد العزيز محمد على موقع ناشيونال فوتبول تيمز (الإنجليزية)
- عبد العزيز محمد على موقع عالم كرة القدم.نت (الإنجليزية)